# 特維爾區
特維爾區（俄語：Тверско́й район）是莫斯科中央行政區的一個區，俄羅斯的最高行政系統克里姆林宮及其他國家主要中央機關的所在地，面积7.27平方公里，人口75,735人。該區範圍包含了中央行政區的中部和西北部，周邊跟中央行政區其他所有的轄區都有接壤，其最北端是中央行政區和北行政區的交界處。名称以特维尔街命名，街又以特维尔城市命名。它2002年吞并了中国城区。